# 아사리 료타
아사리 료타(일본어: 浅利遼太, 1985년 6월 4일 ~ )는 오사카부 출신의 일본의 성우이다. 켄 프로덕션에 속해 있다.